# Bowling Green (Wirginia)
Bowling Green – miasto w Stanach Zjednoczonych, w stanie Wirginia, siedziba administracyjna hrabstwa Caroline.